# Theophil L’Orsa
Theophil L’Orsa (* 15. November 1807 in Bern; † 6. Februar 1853 in Rheinfelden AG) war ein Schweizer Unternehmer.

## Leben
L’Orsa war der Sohn des Pfarrers Jeremias L’Orsa und seiner Gattin, der Arzttochter Anna, geborene Kühn. L’Orsa besuchte kaufmännische und technische Schulen. 1831 heiratete er die Bürgerstochter Theresia Maria, geborene Baumer und kaufte sich in das Bürgerrecht ein. 1843 gründete L’Orsa zusammen mit Theodor Hoffmann-Merian (1819–1888), Johann Gottfried Francke und Carl Güntert die Salinengesellschaft L’Orsa & Cie. in Rheinfelden, welche 1844 die Saline Rheinfelden gründete.
Aus gesundheitlichen Gründen musste sich L’Orsa 1852 von den Geschäften zurückziehen. Nach seinem Tod übernahm seine Frau († 1885) die Salinengesellschaft. Später gingen aus L’Orsa & Cie. die Vereinigten Schweizerischen Rheinsalinen hervor.

## Weblink
- Sarah Brian Scherer: Theophil L’Orsa. In: Historisches Lexikon der Schweiz.

| Personendaten    | Personendaten         |
| ---------------- | --------------------- |
| NAME             | L’Orsa, Theophil      |
| KURZBESCHREIBUNG | Schweizer Unternehmer |
| GEBURTSDATUM     | 15. November 1807     |
| GEBURTSORT       | Bern                  |
| STERBEDATUM      | 6. Februar 1853       |
| STERBEORT        | Rheinfelden AG        |